# Krach na newyorské burze
Krach na newyorské burze (též zvaný Černý čtvrtek, anglicky Black Thursday) 24. října 1929 byl největší burzovní krach v dějinách. Většinou je ale ve Spojených státech nazýván Černé úterý, anglicky Black Tuesday, protože největší propad nastal v úterý 29. října 1929, které bývá v anglickojazyčných zdrojích označováno za počátek krachu.
Došlo k němu po předchozím mnohaletém soustavném růstu, v němž byl 3. září 1929 vytvořen nový rekord tzv. Dow Jonesova indexu. Jenom mezi lety 1927 a 1929 došlo ke zdesetinásobení celkového jmění investičních společností.
První známky recese se začaly projevovat již na jaře roku 1929, přestože kurz stále mírně stoupal. Pouhé dva dny po historickém maximu, 5. září 1929, varoval před hrozícím pádem akcií významný finanční analytik Roger Ward Babson s tím, že akcie jsou nadhodnoceny. Jeho varování však většinou nebylo bráno v potaz a po krátkém propadu opět následoval růst, který ovšem nepřekročil rekord ze 3. září.
Na přelomu září a října opět došlo ke krátkodobému propadu. Investoři byli neklidní. Ještě 15. října ujišťovali představitelé bank investory o „výborném zdraví amerických burz“. 20. října noviny informovaly o tom, že ceny mnoha akcií klesly na kritickou úroveň a velcí obchodníci s akciemi stojí před jejich nuceným prodejem. Další varovné signály přišly o den později, v pondělí 21. října. Tyto zprávy způsobily zvýšený prodej akcií investorů, kteří se obávali finanční ztráty.
Ve čtvrtek 24. října došlo po počátečním zklidnění k další mohutné vlně prodejů. Šlo o prodeje investorů, kteří si na nákup akcií předtím otevřeli úvěr. V průběhu pouhých 30 minut bylo prodáno zhruba 1,6 miliónů akcií. Došlo k vyčerpání nákupních příkazů a investoři podlehli panice. Následovala nová vlna prodejů akcií, v té chvíli již za jakoukoli cenu. Několikrát dokonce došlo k uzavření burzy a přerušení obchodování. Celková finanční ztráta dosáhla 24. října 11,25 miliard dolarů.
Krach na newyorské burze předznamenal Velkou hospodářskou krizi. Následující pokles akcií byl ukončen až roku 1932, kdy kurz dosáhl minima a nastal vzestup.
Následky krachu zasáhly postupně celý demokratický svět. Již následující den, tzv. Černý pátek, následky krachu dospěly také do Evropy, na jejíchž burzách došlo ke shodnému efektu. V Evropě ovšem došlo k podobnému dění v menší míře již o dva roky dříve, v pátek 13. května 1927, kdy došlo k nenadálému a citelnému propadu kurzů na berlínské burze. V Americe došlo k podobné události předtím již roku 1869, konkrétně 24. září. V amerických dějinách je také tato událost označována slovy Black Friday.

## Časová osa

Vývoj burzovního indexu Dow Jones Industrial Average v roce 1929 s označeným krachem

Desetiletí 1920 až 1929, které předcházelo krizi, byla dobou bohatství a nadbytku. Na základě poválečného optimismu se venkovští Američané v obrovských množstvích stěhovali do měst s vidinou šťastnějšího života ve stále více prosperujícím americkém průmyslovém sektoru. Zatímco americká města prosperovala, nadprodukce v zemědělství vyvolávala sílící finanční zoufalství mezi americkými zemědělci. To bylo později označeno za hlavní faktor, který vedl k zhroucení akciového trhu v roce 1929. Navzdory nebezpečí spekulací se obecně věřilo, že akciový trh bude růst navždy. 25. března 1929, poté, co Federální Rezervní Systém (Fed) varoval před nadměrnými spekulacemi, došlo k malému krachu, neboť investoři začali prodávat akcie rychlým tempem, čímž odkryli vratký základ trhu. O dva dny později bankéř Charles E. Mitchell oznámil, že jeho společnost, National City Bank, poskytne úvěr ve výši 25 milionů dolarů, aby předešel skluzu trhu. Mitchellův tah dočasně pozastavil finanční krizi, nicméně americká ekonomika vykazovala neblahé známky potíží: produkce oceli se snižovala, stavělo se pomalu, prodej automobilů klesal a spotřebitelům rostly vysoké dluhy kvůli snadnému úvěru. Navzdory všem těmto známkám ekonomických problémů i přerušení růstu v březnu a květnu, akcie v červnu obnovily svůj vzestup a zisky rostly téměř až do začátku září (Dow Jones vzrostl mezi červnem a zářím o více než 20%). Trh za 9 let znamenal desetinásobný nárůst hodnoty Dow Jones Industrial Avarage (Dow Jonesův index). Vrcholu 381,17 dosáhl dne 3. září 1929. Optimismus z finančních zisků velkého býčího trhu byl otřesen již 5. září po zveřejnění předpovědi finančního experta Rogera Babsona, že „se blíží krach.“ Počáteční zářijový pokles byl proto v tisku nazván „Babsonův zlom“. Ovšem mnoho investorů si vykládalo “Babsonův zlom“ jako „zdravou korekci“ a příležitost k nákupu. 20. září se zhroutila londýnská burza, když přední britský investor Clarence Hatry a mnoho jeho spolupracovníků byli uvězněni za podvody a padělání. Londýnský krach značně oslabil optimismus amerických investic na zámořských trzích. Ve dnech vedoucích ke krachu byl trh velmi nestabilní. Období prodeje s vysokými objemy byly střídány krátkými obdobími rostoucích cen a zotavení. Dva týdny před krachem pak ekonom Irving Fisher vyslovil větu, která se stala jednou z nejcitovanějších frází v historii akciového trhu: „Ceny akcií dosáhly stabilně vysoké hladiny“. 

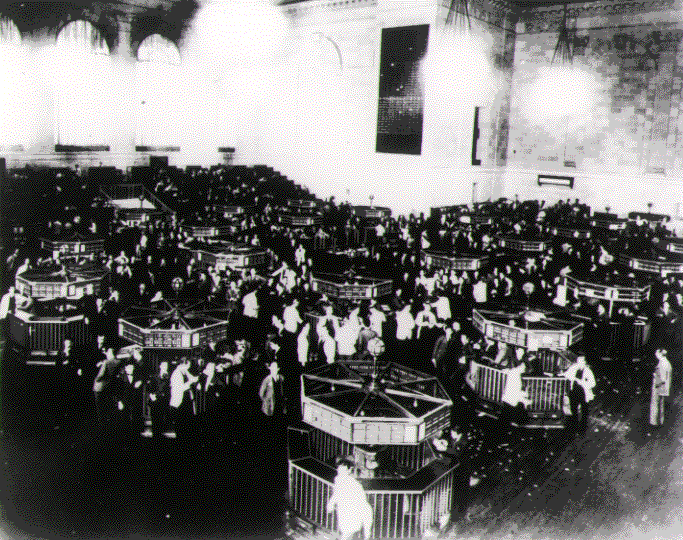
Obchodní plocha Newyorské burzy v roce 1930, šest měsíců po krachu roku 1929

Prodej se zintenzivnil v polovině října. Dne 24. října (“Černý čtvrtek”) při horečném obchodování Dow Jones ztratil 11 % své hodnoty. Obrovský objem znamenal, že zpráva o cenách se dostala do makléřských kanceláří se zpožděním několik hodin, takže investoři neměli představu, jak to v té které chvíli s akciemi je, čímž stoupala panika. (Informace napříč světem o objemech obchodů na významnějších burzách poskytovala služba Ticker Tape krátce Tape.) Několik vedoucích bankéřů na Wall Street se setkalo, aby se pokusili zamezit panice a chaosu na obchodní půdě. Setkání se zúčastnil Thomas W. Lamont, jednatel společnosti Morgan bank; Albert Wiggin, ředitel Chase National Bank a Charles E. Mitchell, předseda městské banky v New Yorku (dnes Citibank). Vybrali Richarda Whitneyho, viceprezidenta burzy, aby jednal jejich jménem.
S finančními zdroji od bankéřů Whitney podal nabídku k odkoupení velkého bloku akcií společnosti US Steel za cenu, která byla vysoko nad tehdejším trhem. Jak obchodníci sledovali, Whitney pak umístil podobné nabídky na další akcie největších a nejziskovějších společností tzv. „blue chip“ (modrý žeton). Tato taktika byla podobná taktice, která úspěšně ukončila paniku z roku 1907. Díky tomu se den uzavřel s Dow Jones Indexem jen o 6,38 bodů nižším než předchozí den. Shromáždění pokračovalo v pátek 25. října a v sobotu 26. října, ale na rozdíl od roku 1907 byl úspěch bohužel jen dočasný.
Přes víkend se noviny zaplnily těmito událostmi po celých Spojených státech. Dne 28. října „Černé pondělí“ se více investorů potýkalo s vyrovnáním marží a rozhodlo se opustit trh. Pokles pokračoval s rekordními ztrátami; v Dow Jonesově indexu za den 38,33 bodů, respektive13 %.
Druhý den „Černé úterý“, 29. října 1929, kdy panika dosáhla vrcholu, bylo obchodováno rekordních asi 16 milionů kusů akcií. Miliardy dolarů byly prodělány a tisíce investorů zkrachovalo. Některé akcie vlastně neměly toho dne žádného kupce za žádnou cenu. DJIA ztratil dalších 30 bodů, respektive 12 %. Objem akcií, se kterými se obchodovalo 29. října 1929, byl rekordem, který nebyl překonán téměř 40 let. Ještě týž den se William C. Durant spojil se členy Rockefellerovy rodiny a dalšími finančními giganty za účelem koupit velké množství akcií, aby veřejnosti prokázali svou důvěru v trh, ale jejich úsilí nedokázalo zastavit velký pokles cen. Vzhledem k masivnímu obchodu s akciemi ticker toho dne běžel až do 19:45. Trh za dva dny ztratil více než 30 miliard dolarů, z čehož 14 miliard bylo v průběhu 29. října.
| Datum          | změna  | % změna | zavřeno |
| -------------- | ------ | ------- | ------- |
| 28. října 1929 | −38,33 | −12,82  | 260,64  |
| 29. října 1929 | −30,57 | −11,73  | 230,07  |

Po jednodenním zotavení 30. října, kdy Dow získal zpět dalších 28,4 bodu (12 %) a zavřel na 258,47, pokračoval trh v pádu až k prozatímnímu dnu 13. listopadu 1929, kdy Dow zavřel na 198,60. Trh se poté zotavoval několik měsíců, kdy před koncem obchodování 14. listopadu získal 18,59 bodu a zakončil na 217,28; dosáhl tak 17. dubna 1930 druhotného maxima (tzv. oddech medvědího trhu) s 294,07 při zavření trhu. Následujícího roku se DJIA pustil do dalšího a mnohem delšího vytrvalého pádu od dubna 1931 do 8. července 1932, kdy skončil na 41,22 – nejnižší úrovni od 20. století a završil tak 89 % ztrátu pro všechny tržní akcie.
Od 15. března 1933 Dow Jones začal růst a nabírat stabilitu, kterou si udržel po zbytek třicátých let. Největší procentní nárůst DJIA nastal na počátku růstu a pak kolem poloviny třicátých let. Ke sklonku roku 1937 nastal prudký propad na burze, ale ceny se udržely výrazně nad minimy z roku 1932. Do maxim z 3. září 1929 se však trh nevrátil až do 23. listopadu 1954.

## Analýza

### Ekonomické základy
Pádu burzy předcházel růst ekonomiky ve 20. letech 20. století. Během druhé poloviny dvacátých let rekordně narůstal obrat v ocelářském, stavebním a automobilovém průmyslu, železniční dopravě a v maloobchodu.  Síť 536 výrobních a obchodních společností měla rekordní 36,6% nárůst zisku v první polovině roku 1929 oproti roku předchozímu. Železo a ocel zaznamenaly během této doby zdvojnásobení ceny. Tento utěšený trend vedl velké i drobné investory ke spekulativním investicím. Miliony Američanů začaly kupovat akcie a mnoho z nich si na nákup půjčovalo. V srpnu 1929 běžně půjčovali makléři malým investorům více než dvě třetiny hodnoty kupovaných akcií. Celková zadluženost byla více než 8,5 miliard dolarů, což je více, než bylo peněz v oběhu v USA v té době.
Čím více ceny akcií stoupaly tím více to lidi povzbuzovalo k investicím, protože doufali, že se ještě zvýší. Tyto spekulace podpořily zvýšení cen akcií a vytvořila se tak ekonomická bublina. Kvůli výnosu hrozila investorům ztráta velkého množství peněz, pokud by ceny začaly klesat, nebo pokud by nestoupaly dostatečně rychle. Poměr cena/zisk akcií firmy S&P Composite byl 32,6 v září roku 1929, historicky nejvyšší. Podle ekonoma Johna Kennetha Galbraitha tato hojnost vedla k tomu, že spousty lidí začaly své úspory dávat investičním firmám jako “Blue Ridge Trust” a “Shenandoah Trust” Goldmana Sachse. Ty také roku 1929 zkrachovaly což vedlo k bankovním ztrátám 475 miliard dolarů (hodnota v roce 2010, 533,06 miliard v 2017).

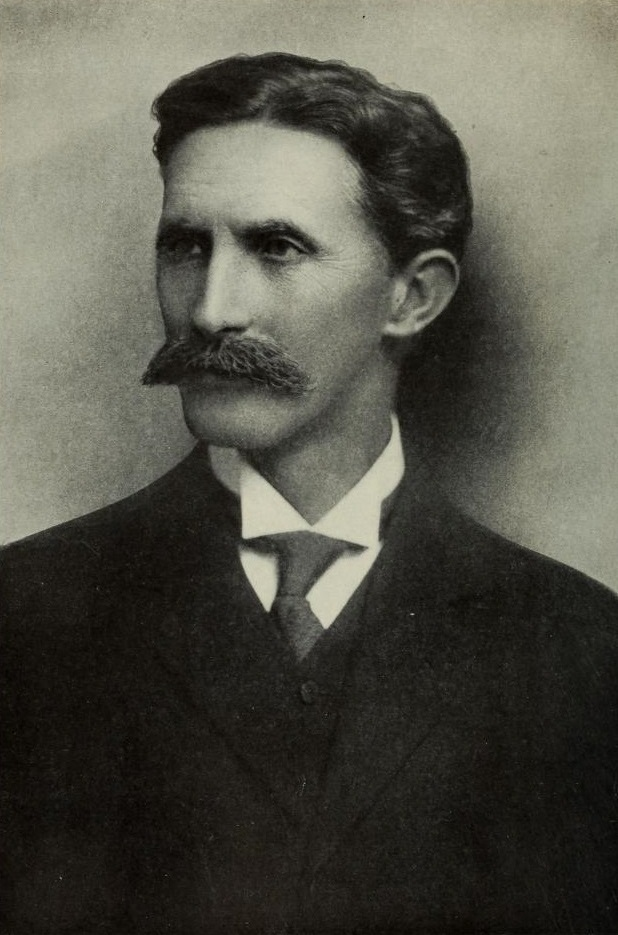
Sir George Paish

Dobré úrody nahromadily masu 250 milionů bušlů pšenice, která zbyla do dalšího roku 1929. V květnu byla také připravena sklizeň ozimé pšenice v objemu 560 bušlů v Mississippi Valley. Tento přebytek způsobil propad v cenách pšenice tak velký, že farmářům hrozilo, že zisky z pšenice budou skoro nulové. Burza je vždy citlivá na budoucí ceny komoditního trhu, ale tento propad naštěstí předpovídal Sir George Paish. V červnu 1929 nastala sucha v Dakotách a na kanadském východě, a navíc špatné načasování setby v Argentině a Austrálii zachránily ceny pšenice v USA. Z 97 ¢ za bušl v květnu stoupla cena na $ 1,49 v červnu. Takže akcie stoupaly nahoru.
V srpnu zase cena pšenice klesla, když ve Francii a Itálii měli bohatou sklizeň a situace v Austrálii se zlepšila. To zatřáslo Wall Street a ceny prudce klesly, což ale přilákalo amatérské investory. Kongres odhlasoval pomocný balíček se 100 miliony dolary pro farmáře ve snaze stabilizovat ceny pšenice. V říjnu ale ceny klesly na $ 1,31 za bušl.
Další ekonomické ukazatele se také zpomalovaly nebo dokonce začaly klesat v polovině roku 1929, včetně cen aut, domů a oceli. Klesající komodity pravděpodobně poškodily Americkou sebedůvěru a burza byla na vrcholu 3. září s hodnotou 381,17 krátce po Dni práce a začala klesat po předpovědi Rogera Babsona o ”krachu burzy”. Na konci září se ceny snížily o 10 % od vrcholu (“Babsonův krach”). Prodeje se zvýšily na začátku a uprostřed října, kdy se cena pohybovala ostře nahoru a dolu. Panický prodej v největší míře nastal v týdnu od 21. října, zvyšoval se postupně do 28., a vyvrcholil 29. října (“Black Tuesday”).
Prezident národní banky Chase to komentoval:
„Sklízíme, co jsme si zaseli spekulacemi, kterých se miliony lidí zúčastnilo. Bylo to nevyhnutelné, kvůli neuvěřitelnému navýšení množství akcionářů v posledních letech, a počtem prodejců, který byl větší než kdy předtím. Takže když boom skončil, prodávání nahradilo nakupování.“

### Následné jednání
V roce 1932 byla zřízena americkým senátem Pecorova komise, která měla za úkol studovat příčiny vzniku krachu. V následujícím roce Kongres Spojených států amerických schválil zákon nazvaný „Glass- Steagall Act“, podle něhož se obchodní banky budou dělit na ty, které přijímají vklady a poskytují úvěry a na investiční banky, které upisují, vydávají a distribuují akcie, dluhopisy a jiné cenné papíry.
Po zkušenostech s krizí v roce 1929 zavedly akciové trhy po celém světě opatření, a to takové, že pozastaví obchodování v případě rychlého poklesu, přičemž tvrdily, že opatření by zabránilo podobným prodejům z paniky. Nicméně, jednodenní pád Černého pondělí 1987, kdy Dow Jones klesl o 22,6 %, byl horší v procentuálním vyjádření, než jakýkoli jiný den krachu z roku 1929 (i když kombinovaný pokles o 25 % v období od 28. do 29. října 1929 byl větší, než 19. října 1987 a zůstává nejhorším dvoudenním poklesem).

### 2. světová válka
Americká mobilizace za 2. světové války na konci roku 1941 přemístila z civilní pracovní síly, a do války zhruba deset milionů lidí. Druhá světová válka měla dramatický vliv na mnoho částí ekonomiky a mohla uspíšit konec Velké hospodářské krize ve Spojených státech. Kapitálové výdaje financované vládou představovaly pouze 5% roční investice USA do průmyslového kapitálu v roce 1940; do roku 1943 vláda připsala 67 procent amerických kapitálových investic.

## Vlivy

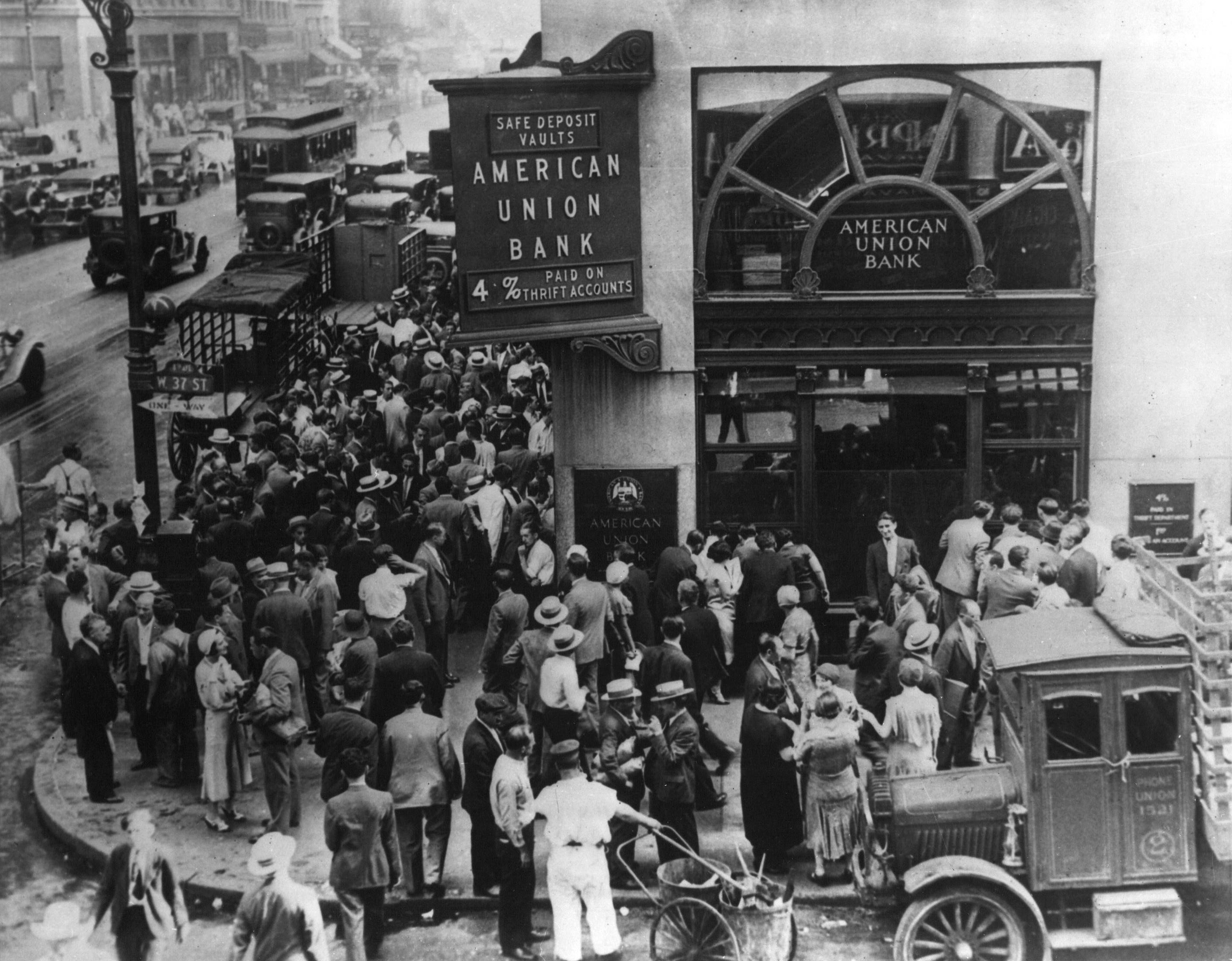
Dav před American Union Bank na počátku Velké hospodářské krize

Společně s Velkou depresí způsobil krach burzy roku 1929 největší finanční krizi 20. století. Panika z října 1929 se stala symbolem ekonomického otřesu, který zacloumal světem během poslední dekády. Pád cen akcií 24. a 29. října 1929 byl prakticky okamžitý ve všech finančních institucích kromě Japonska.
Krach burzy Wall Street měl obrovský dopad na ekonomiku USA i na světovou a stal se zdrojem intenzivních akademických debat – historických, ekonomických a politických – od jeho dozvuků až do dneška. Někteří lidé házejí vinu na banky, že byly příliš opatrné s vklady a neinvestovaly do akcií.
V roce 1930 mělo 1 352 bank více než 853 milionů dolarů ve vkladech. O rok později, v roce 1931 celkem 2 294 bank zkrachovalo se skoro 1,7 miliardami dolarů ve vkladech.  Mnoho firem zkrachovalo (celkem 28 285, denně 133).
Krach roku 1929 ukončil éru „zlatých“ 20. let. Jak řekl historik Charles P. Kindlebeger, v roce 1929 nebyl žádný “věřitel poslední záchrany” přítomen. Kdyby byl a fungoval by tak jak má, tak by zkrátil zpomalení obchodu, které následuje po finanční krizi. Krach byl počátek událostí, které měly dlouhodobé následky na celé Spojené státy americké. Historici se stále dohadují, jestli Krach roku 1929 odstartoval Velkou hospodářskou krizí, nebo jestli je pouze jedním z faktorů. Pouze 16 % amerických obyvatel mělo investice na burze před Depresí, což by napovídalo, že tento Krach má aspoň malou spoluúčast na způsobení Deprese.

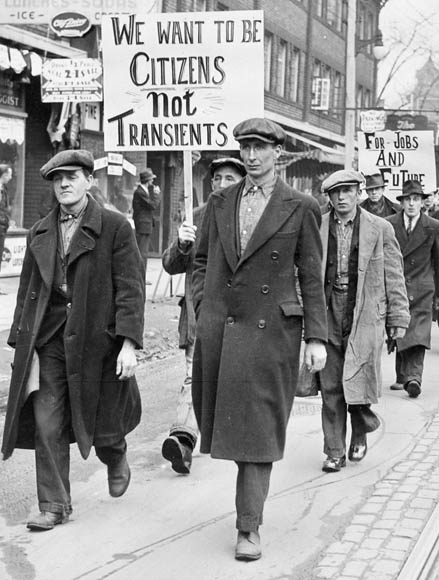
Nezaměstnaní muži demonstrují v Torontu

Psychologický efekt Krachu oběhl celé Spojené státy, když si obchodníci začali být vědomi potíží, které přicházejí se zabezpečením svých investic pro nové projekty a expanzi. Ovlivněni byli také američtí dělníci, kteří jako spotřebitelé čelili nejistotě příjmů. Pokles hodnot burzy způsobil krachy firem a finančních institucí a další makroekonomické potíže.
Výsledná masová nezaměstnanost, která je viděna jako výsledek Krachu, nebyla jediným důsledkem počátku Deprese. Krach burzy Wall Street je viděn jako nejdůležitější činitel událostí, které následovaly a signalizovaly klesající ekonomiku, která způsobila Velkou depresi. Pravda nebo ne, následky byly zdrcující skoro pro všechny. Většina akademických expertů se ale shoduje na jedné věci ohledně Krachu: Vygumoval miliardy dolarů z povrchu zemského během jednoho dne, což poznamenalo všechny.
Selhání odstartovalo celosvětový hon na zlatý standard USA (dolar), čímž donutil vládu snížit hodnotu dolaru. Okolo 4000 bank zkrachovalo.

### Vliv na Evropu
Krach burzy roku 1929 okamžitě vedl k Velké depresi v Evropě. Pokles cen byl zaznamenán celosvětově. Přestože vlády Spojeného království a USA vysoce podcenily rozsah krize, brzy vyšlo najevo, že světová ekonomika je velice úzce propojena, více než kdy předtím. Rozpad globální ekonomiky, obchodu, produkce a následný pád americké ekonomiky byl pociťován v celé Evropě.
Během let 1930 a hlavně 1931 vycházeli nezaměstnaní dělníci na veřejný protest a strhávali na sebe pozornost veřejnosti. Ve Spojeném království se hlavně zaměřovali na “test způsobilosti pro dávky nezaměstnaným”. Protesty byly potlačovány násilně, policie zasahovala, zatýkala demonstranty a uvězňovala je pro rušení veřejného pořádku.

## Akademická debata
Mezi ekonomy a historiky probíhá diskuze o tom, jakou roli hraje krach v následných hospodářských, společenských a politických událostech. The Economist v jednom článku z roku 1998 tvrdí, že krize nezačala pádem akciového trhu, ani nebylo jasné v době krachu, že začíná krize. Zeptali se: „Může velmi vážný kolaps burzy způsobit vážný nezdar průmyslu, když je průmyslová výroba z větší části zdravá a vyvážená?“ Argumentovali tím, že musí existovat nějaká překážka, ale dosud nebyly dostatečné známky prokazující, že by to trvalo dlouho nebo by to nutně vyvolalo všeobecnou průmyslovou krizi.
Ale The Ecomomist také varoval, že některá bankovní selhání se také očekávala a některé banky nemusejí mít žádné rezervy na financování komerčních a průmyslových podniků. Dospěli k závěru, že pozice bank je klíčem k situaci, ale to, co se stalo, nemohlo být předpovězeno.
Někteří akademici vidí krach na Wall Street z roku 1929 jako součást historického procesu, která byla součástí nových teorií BOOM AND BUST. Podle ekonomů, jako Joseph Schumpeter, Nikolai Kondratiev a Charles E. Mitchell, byl krach pouze historickou událostí v procesu známém jako ekonomické cykly. Dopad krachu sloužil pouze ke zvýšení rychlosti, díky které cyklus pokračoval ke své další úrovni.
Peněžní historie Spojených států, od autorů Miltona Friedmana a Anny Schwartzové, předkládá argument, že to, co učinilo “Velkou kontrakci” tak závažnou, nebyl pokles hospodářského cyklu, protekcionismus, nebo burzovní událost v roce 1929, ale kolaps bankovního systému během tří vln paniky v letech 1930–1933.
Novodobý filosof Zdeněk Zbořil oproti tomu v souladu s tezí vývoje a zániku kapitalismu uvádí, že krize kapitalismu, k jejímž projevům patří i Černý čtvrtek (Black Thuesday), je součástí vývoje kapitalismu a zasáhnul kapitalistické státy ekonomicky prosperující (nikoliv demokratické státy, jak se i zde účelově uvádí), neboť postiženo bylo také Německo (výrazně se projevující již v té době profašisticky, nacionalisticky a později nacisticky, tedy s určitostí nikoliv demokraticky), a vidí také zásadní vliv počínající ekonomické, politické, hospodářské  a společenské krize plynoucí z tohoto burzovního otřesu jako důvodu k nastupující inflaci po roce 1930, a pozdější důsledky léčby této inflace a krize (nejen v Německu) militarizací jako předzvěst 2. světové války. Zde uvádí i zdroj, knihu autora Josefa Aloise Schumpetera "Kapitalismus, socialismus a demokracie", kde byla krize kapitalismu předpovězena. Z uváděných důvodů v textu této Schumpeterovy práce se indikuje vliv padesátiletých cyklů a ostatních cyklických jevů v kapitalismu jako východisek reálné ekonomické i mezinárodní historie. Pro podporu tohoto Zbořilova názoru hovoří i současný stav a situace v Evropě.

### Audiovizuální dokumenty
- The Crash of 1929, 53 minuty, režie Tom Peosay